# Maximiliano Larroquette
Maximiliano Larroquette,  nacido en Buenos Aires, Argentina, es ingeniero gerente de proyectos del General Motors Global Design Center en Warren, Míchigan. Él es el responsable del diseño del Chevrolet Volt, un vehículo eléctrico para cuatro pasajeros que utiliza gasolina para generar electricidad adicional para prolongar su autonomía. Ha realizado varias entrevistas para los medios de comunicación acerca de cómo los vehículos híbridos se encajan en la visión del futuro de General Motors, y ha sido objeto de perfiles de su vida como ingeniero de GM.

## Primeros años
Maximiliano vivió en Buenos Aires hasta los 22 años, cuando se mudó a Detroit. Asistió a la Universidad de Oakland en Rochester, Míchigan, para su licenciatura y maestría en Ingeniería Mecánica. Maximiliano trabajó en Ford durante dos años antes de que comenzó a trabajar en General Motors en 1999.

## Primeras obras
Antes de trabajar en el Chevy Volt, este ingeniero principal y gerente de productos trabajó en varios autos de concepto, incluyendo el Pontiac REV, Chevrolet SS y Nomad, Saturn Curve, GMC Graphyte, y el Chevy Jay Leno Deuce.